# 2046 (film)
Pour les articles homonymes, voir 2046 (homonymie).
Pour plus de détails, voir Fiche technique et Distribution.
2046 est un film hongkongais réalisé par Wong Kar-wai, tourné à Shanghai, sorti en 2004.

## Synopsis
En 1966, M. Chow, écrivain en mal d'inspiration, tente de finir un livre d'anticipation dont l'action se déroule en 2046. Ce nombre est aussi le numéro de la chambre d'hôtel à Hong Kong où il a vécu un amour clandestin avec Su LiZhen raconté dans In the Mood for Love. Par l'écriture, M. Chow se souvient des femmes qu'il a connues dont Su LiZhen, la seule qu'il ait vraiment aimée...
Le film s'ouvre sur l'évocation d'une tradition sur les secrets, qui est citée et réalisée par M. Chow à la fin du film précédent, In the Mood for Love.

## Fiche technique
- Titre : 2046
- Titre original : 2046
- Réalisation : Wong Kar-wai
- Scénario : Wong Kar-wai
- Production : Wong Kar-wai, Éric Heumann, Amedeo Pagani et Marc Sillam
- Musique : Peer Raben, Shigeru Umebayashi et Vincenzo Bellini.
- Photographie : Christopher Doyle, Kwan Pung-leung et Lai Yiu-fai
- Montage : William Chang
- Décors : William Chang
- Costume : William Chang
- Pays d'origine :  Hong Kong
- Langue : mandarin - cantonais - japonais
- Format : couleur - 2,35:1 - Dolby Digital - 35 mm
- Genre : drame, romance, science-fiction
- Durée : 129 minutes
- Dates de sortie : 
  - France : Festival de Cannes : 20 mai 2004 (Festival de Cannes)
  - Hong Kong : 29 septembre 2004
  - France : 20 octobre 2004
  - Belgique : 15 décembre 2004

## Distribution
- Tony Leung Chiu-wai (V. F. : Bruno Choel) : Chow Mo-wan
- Zhang Ziyi (V. F. : Chloé Berthier) : Bai Ling
- Gong Li (V. F. : Françoise Cadol) : la deuxième Su Li-zhen
- Takuya Kimura : Tak
- Faye Wong (V. F. : Julie Dumas) : Wang Jing-wen / Wang Jing-wen (en 1967)
- Carina Lau (V. F. : Martine Irzenski) : Lulu / Mimi
- Chang Chen : CC (en 1966)
- Wang Sum : M. Wang
- Siu Ping-lam (ja) (VF : Pierre Tessier) : Ah Ping
- Maggie Cheung (V. F. : Nathalie Spitzer) : Su Li-zhen
- Bird McIntyre (V. F. : Constantin Pappas) : Bird
- Jie Dong : Wang Jie-wen

Source et légende : Version française (V. F.) sur AlloDoublage

## Tournage
Le tournage du film, parfois vu comme une sorte de work in progress,, débute au moment de celui de In the mood for love pour s'achever quatre ans plus tard, passant par Hong Kong, Shanghai et Macao. Il est notamment interrompu en mars 2003, durant l'épidémie de syndrome respiratoire aigu sévère. Autre incident : un photographe travaillant pour un tabloïd hongkongais réussit à photographier l'intérieur de la chambre de l'hôtel Oriental. À la suite des publications, le cinéaste ordonne que la chambre soit entièrement reconstruite. Peu après, le photographe est condamné à trois mois de prison pour corruption.
Wong Kar-wai emploie pour ce film le format cinémascope pour la première fois de sa carrière. Durant les scènes où Faye Wong doit pleurer, il filme son profil gauche, l'actrice ayant des problèmes avec son œil droit.
Si dans la version originale, chaque personnage s'exprime dans sa propre langue (M. Chow en cantonais, Bai Ling en mandarin, Tak en japonais, Bird en thaï), ces derniers paraissent tous se comprendre parfaitement à l'écran.
Maggie Cheung, mobilisée plusieurs mois pour le tournage, n'apparaît finalement que très brièvement à l'écran. A l'inverse de Gong Li, actrice avec laquelle le réalisateur tourne son sketch pour le film Eros durant l'interruption du tournage de 2046 : elle arrive plus tardivement au casting, quand la structure finale du film commence à se dégager pour le cinéaste. Wong-Kar-wai a par la suite estimé qu'avec l'ensemble des scènes tournées, et celles finalement coupées, il aurait pu monter trois films d'une heure et demie.

## Accueil du film

### Festival de Cannes 2004
2046 est sélectionné en compétition officielle au Festival de Cannes en 2004, où le cinéaste diffuse une version de travail, achevée seulement quelques heures auparavant, obligeant d'ailleurs les organisateurs à décaler l'horaire de projection. Rétrospectivement, Wong Kar-wai revoit l'acceptation de cette sélection comme un risque, mais aussi comme une contrainte qu'il a besoin de s'imposer pour achever la production.
L'accueil sur la Croisette est partagé, et le film ne figurera pas au palmarès.

### Sortie en salle
2046 bénéficie encore d'un montage différent de celui de Cannes pour sa sortie dans les salles. Avec une moyenne sur Allociné de 4,2/5 pour 32 titres de presse, l'accueil critique en France pour la sortie française s'avère bien plus favorable que celui connu au festival de Cannes quelques mois plus tôt. Au box-office français, le film totalisera 476 632 entrées.

### Postérité
En France, le film est choisi pour figurer au programme du baccalauréat L, spécialité cinéma, pour les sessions 2007 - 2008 - 2009.

## Analyses et interprétations
Au travers notamment de la figure de Su Li Zhen jouée par Maggie Cheung, Nos années sauvages, In the Mood for Love et 2046 sont considérés comme une trilogie dans plusieurs analyses,. Le cinéaste lui-même parle d'une "trilogie des années 60".
Le narrateur désire quitter 2046, où il espérait retrouver la première Su Li-zhen, pour changer car dans cette dimension, « rien ne change jamais » et aucun de ses autres amours ne peut aboutir. Ainsi il s'est lui-même rendu coupable de l'échec de sa relation avec la deuxième Su Li-zhen qu'il cherchera par ailleurs à revoir une fois sorti de 2046[réf. nécessaire].
On remarque par ailleurs le port de la moustache chez Chow Man Wan dans 2046 et non dans In the Mood for Love. Pour autant certaines scènes de 2046 se situent avant la fin d’In the Mood for Love, on peut alors se demander pourquoi Chow ne porte pas la moustache dans In the Mood for Love à Singapour en 1963 et à Hong Kong/au Cambodge en 1966 alors qu'il la porte dans 2046 à ces mêmes périodes.[pertinence contestée]
2046 est le numéro de la chambre d’hôtel qu’occupe M. Chow dans In the Mood for Love lorsque Su LiZhen le rejoint.

## Distinctions
- Prix du meilleur film étranger, lors des Prix du cinéma européen 2004.
- Sélection officielle en compétition au Festival de Cannes 2004.
- Nominations pour le prix du meilleur acteur (Tony Leung Chiu-wai), meilleure actrice (Zhang Ziyi), meilleure photographie (Christopher Doyle), meilleurs costumes et maquillages (William Chang et Alfred Yau), meilleur film et meilleurs effets sonores (Du-Che Tu), lors du Golden Horse Film Festival 2004.
- Prix de la meilleure direction artistique (William Chang et Alfred Yau) et meilleure musique, lors du Golden Horse Film Festival 2004.
- Nominations au prix du meilleur réalisateur, meilleur montage (William Chang), meilleur film, meilleur scénario, meilleurs effets sonores (Du-Che Tu) et meilleurs effets visuels, lors des Hong Kong Film Awards 2005.
- Prix du meilleur acteur (Tony Leung Chiu-wai), meilleure actrice (Zhang Ziyi), meilleure direction artistique (William Chang et Alfred Yau), meilleure photographie (Christopher Doyle), meilleurs costumes et maquillages (William Chang) et meilleure musique, lors des Hong Kong Film Awards 2005.
- Prix du film du mérite, meilleur acteur (Tony Leung Chiu Wai) et meilleure actrice (Zhang Ziyi), lors des Hong Kong Film Critics Society Awards 2005.
- Prix du meilleur film étranger lors du Mainichi Film Concours 2005 et des Sant Jordi Awards 2005.

## BO du film (CD)
1. 2046 main Theme (With Percussion) - Shigeru Umebayashi
2. Siboney (Instrumental) - Xavier Cugat
3. Sway - Dean Martin
4. The Christmas Song (Fast Version) - Shigeru Umebayashi
5. Julien et Barbara (extrait de "Vivement dimanche !") - Georges Delerue
6. Siboney - Connie Francis
7. Interlude I - Shigeru Umebayashi
8. Polonaise - Shigeru Umebayashi
9. Aria Casta Diva (extrait de l'opéra Norma de Vincenzo Bellini) - Angela Gheorghiu / London Symphony Orchestra / Dir. Evelino Pido
10. Perfidia - Xavier Cugat
11. 2046 - Main Theme (Rumba Version) - Shigeru Umebayashi
12. Lost - Shigeru Umebayashi
13. Dark Chariot - Peer Raben
14. Sisyphos At Work - Peer Raben
15. Decision - Tu ne tueras point (Live) - Zbigniew Preisner
16. Long Journey - Shigeru Umebayashi
17. Adagio - Secret Garden, avec David Agnew (Cor Anglais)
18. Interlude II - Shigeru Umebayashi
19. The Christmas Song - Nat King Cole and The Nat King Cole Trio
20. 2046 main Theme (With Percussion Train Remix) - Shigeru Umebayashi
21. 2046 - Images Du Film (Bonus Exclusif)

À noter que la mélodie du morceau 2046 main Theme est très proche du morceau The Fight Part 3 The Big Weapon composé par Eric Serra et tiré de la bande originale du film Léon de Luc Besson.